# Râul Gutuna
Râul Gutuna este un afluent al râului Miniș. 

## Hărți
- Harta județului Timiș